# Inprecor

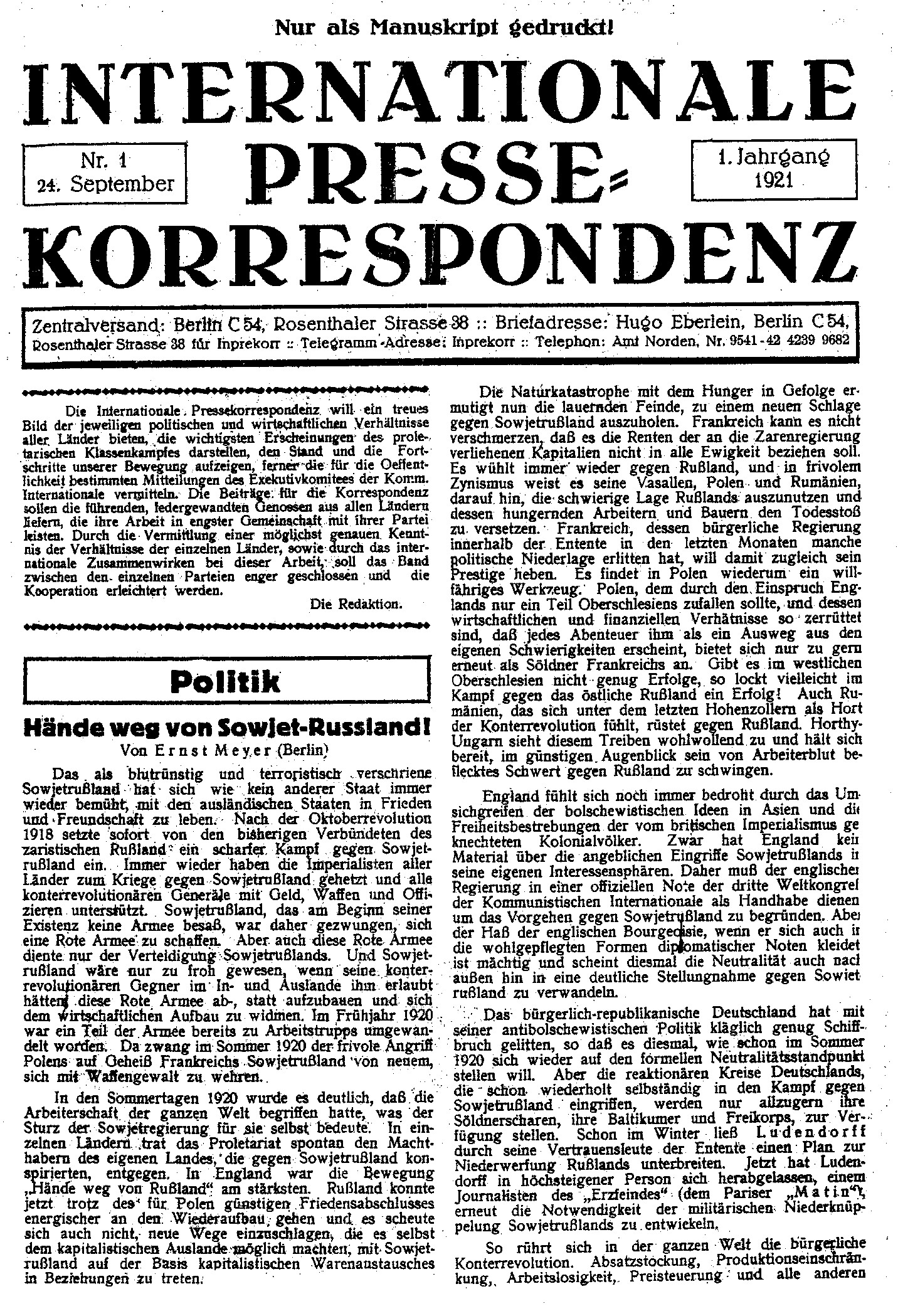
Premier numéro en 1921

Inprecor est une revue d'information et d'analyse politique mensuelle publiée sous la responsabilité du Bureau exécutif de la Quatrième Internationale - SU. Son nom est l'acronyme de International Press Correspondance et indique que la revue traduit — entre autres — les articles et les lettres des révolutionnaires du monde entier.
Inprecor est originellement créé en 1921 par la Troisième Internationale au cours de la révolution russe, permettant aux communistes russes de lire les documents et les théories de leurs camarades étrangers. Parmi les rédacteurs se trouvent Gyula Alpári et August Thalheimer pour l'édition allemande, Philipp Price pour l'édition anglaise et Menil et Charles Rappoport. pour l'édition française.
La Troisième Internationale, dominée par les « staliniens », ferme Inprecor en juillet 1938, et la remplace par Nouvelles et Points de vues du Monde. Le titre est cependant repris par le trotskiste Pierre Franck pendant la guerre.
Au début des années 1970, Ernest Mandel propose, avec succès, à la Quatrième Internationale d'éditer à nouveau Inprecor.
Inprecor est diffusé en quatre langues dans plus de 50 pays : en français Inprecor, en allemand Inprekorr, en espagnol Inprecor para Latin America et en anglais International Viewpoint. Le no 1 sort le 13 juin 1974.
La revue est d'abord hebdomadaire, puis selon les périodes, bimestrielle, puis de nouveau hebdomadaire. Elle est actuellement[Quand ?] mensuelle ou parfois bimensuelle (les numéros portent alors deux numéros).
En 1979, le Secrétariat unifié de la Quatrième Internationale fusionne l'édition anglaise de Inprecor avec Intercontinental Press, éditée par Joseph Hansen. La nouvelle publication, Intercontinental Press/Inprecor, était basée dans les bureaux de New York du Socialist Workers Party américain.
Après la mort de Hansen, les différends politiques entre le SWP et le Secrétariat unifié montent à tel point que la direction du SWP prend le contrôle de la revue, et la renomme en Intercontinental Press la fermant par la suite. En 1983, le Secrétariat unifié réédite une édition anglaise de Inprecor nommée International Viewpoint.